# Pazos (Borela)
Pazos es una localidad  española, de la provincia de Pontevedra en la Comunidad autónoma de Galicia perteneciente al municipio de Cotobad, (En gallego, Cotobade), el cual está situado al oeste de Galicia, y al este de la provincia de Pontevedra. Tiene una población de 129 habitantes (INE 2012).

## Topónimo
El nombre de la localidad deriva de "Pazo",Pazo, tipo de casa solariega tradicional gallega, de carácter señorial, normalmente ubicada en el campo, antaño residencia de personas importantes de la comunidad.

## Fiestas populares
Fiestas de San Roque
Se realizan estas fiestas en honor a San Roque durante la primera semana del mes de agosto, durante la cual se pasea al Santo alrededor de la capilla.
A Rapa das Bestas
Es uno de los acontecimientos más espectaculares de Galicia, proviene de la Edad de Bronce, cuando el pueblo gallego trataba de domesticar a las bestias. Consiste en rapar y marcar las crines de los caballos, que habitan en las montañas gallegas. Es una de las tradiciones más ancestrales.A Rapa das Bestas

## Gastronomía
Son típicas las  filloas (postre típico gallego)  y la Queimada, una bebida alcohólica cuya base principal es el aguardiente, a la cual se le atribuyen facultades curativas y se afirma que, ingerida tras la pronunciación del conjuro funciona como protección contra maleficios, además de mantener a los espíritus y demás seres malvados alejados del que la ha bebido.

## Leyendas
El municipio de Cotobad es famoso por el "Cañón de Pau", cañón artillero de palo o madera usado en 1809 en la Guerra de la Independencia contra los franceses. Dicho cañón figura en su escudo de armas municipal. Durante la guerra, los habitantes de la comarca vaciaron los troncos de los árboles y los rodearon con abrazaderas metálicas, luchando contra las tropas francesas utilizándolos como cañones.